# Volby do Zastupitelstva města Brna 2022
Volby do zastupitelstva města Brna v roce 2022 proběhly v rámci obecních voleb v pátek 23. a v sobotu 24. září. Zvoleno bylo celkem 55 zastupitelů.

## Stavy jednotlivých stran na začátku roku 2022
Strany současné široké koalice ODS s podporou Svobodných, KDU-ČSL, Pirátů a ČSSD, která vznikla po minulých volbách, aby přehlasovala vítězné ANO 2011, půjdou ve volbách proti sobě. Pozici primátorky bude obhajovat Markéta Vaňková jakožto lídr ODS, jedním z jejích vyzyvatelů bude její první náměstek Petr Hladík z KDU-ČSL. ODS půjde do voleb v koalici s TOP 09, KDU-ČSL spojí kandidátku se STANem. ANO 2011 má v Brně rozklíženou městskou organizaci kvůli korupční kauze Stoka a lídra stále hledá, spekulovalo se i o Aleně Schillerové. Schillerová ale v únoru v rozhovoru pro Seznam Zprávy řekla, že lídrovství nikdy nezvažovala, protože je pracovně vytížená ve sněmovně, připustila však možnost symbolické kandidatury na zadních pozicích kandidátky. Mluvilo se také o Karlu Raisovi, který je ale též poslancem, nejpravděpodobněji bude lídrem místostarosta Řečkovic René Černý. Minulý lídr ANO 2011 a bývalý primátor Petr Vokřál zvažoval, že bude kandidovat v rámci nějakého liberálního uskupení, ale nakonec to zavrhl. Piráti před volbami obměnili vedení své městské organizace a do voleb je povede Marek Lahoda, který na pozici lídra nahradil náměstka primátorky Tomáše Koláčného. Do zastupitelstva by se rádi vrátili Zelení, kteří v primárkách zvolili jako lídryni Janu Drápalovou, a Žít Brno, tyto dvě strany s Piráty jednají na vytvoření liberální koalice. ČSSD chce kandidátku postavit na známých starostech městských částí, lídra patrně vyberou z dvojice šéf městské organizace Tomáš Kratochvíl a náměstek primátorky Jiří Oliva. Do zastupitelstva se také chce vrátit KSČM, kandidaturu oznámilo Brno+ vedené Robertem Kotzianem a nové hnutí Fakt Brno, které vedou bývalé tváře Svobodných. SPD povede pravděpodobně minulý lídr Ivan Fencl.

## Jaro 2022
ČSSD zdůrazňuje to, že se ve volbách opírá o starosty městských částí, názvem kandidátky „ČSSD Vaši starostové“. Piráti vycouvali ze zamýšlené liberální koalice se Zelenými, Žít Brno a Idealisty a plánují postavit vlastní kandidátku.
Dne 16. května oznámili společnou kandidátku pojmenovanou Restart pro Brno komunisté spolu se Slušnými lidmi doplněnými SPO Zemanovci a Nezávislými společně pro město Brno. V květnu bylo také oznámeno, že za ODS bude kandidovat majitel hokejového klubu HC Kometa Brno Libor Zábranský, což je kritizováno jako střet zájmů, neboť HC Kometa od města pobírá dotace.

## Kandidátky
V řádném termínu podalo kandidátku 14 uskupení:
| Číslo  |           | Volební strana | Lídr/yně        | Počet hlasů | Hlasy v % | Mandáty | Bilance |
| ------ | --------- | --- | --------------- | ----------- | --------- | ------- | ------- |
| 1      |           | ČSSD VAŠI STAROSTOVÉ (tj. ČSSD a Vas)                                                                                                  | Jiří Oliva      | 378 091     | 6,10 %    | 3       | -2      |
| 2      |           | Brno Brňankám a Brňanům! (B3!) (tj. Levice a nezávislí kandidáti)                                                                      | Jiří Schauer    | 56 224      | 0,90 %    | 0       | 0       |
| 3      |           | Česká pirátská strana | Marek Lahoda    | 437 910     | 7,07 %    | 4       | -2      |
| 4      |           | Zelení a Žít Brno s podporou Idealistů                                                                                                 | Jana Drápalová  | 369 539     | 5,96 %    | 3       | +3      |
| 5      |           | Lidovci a Starostové (KDU-ČSL + Starostové a nezávislí)                                                                                | Petr Hladík     | 1 059 030   | 17,10 %   | 10      | +2      |
| 6      |           | Brno Plus a Svobodní | Robert Kotzian  | 102 015     | 1,64 %    | 0       | -1      |
| 7      |           | SPD, TRIKOLORA, MORAVANÉ a nezávislí                                                                                                   | Tomáš Skřička   | 605 982     | 9,78 %    | 6       | +2      |
| 8      |           | ANO 2011 | René Černý      | 1 267 460   | 20,46 %   | 13      | -5      |
| 9      |           | PŘÍSAHA – občanské hnutí Roberta Šlachty                                                                                               | Leoš Němec      | 118 243     | 1,90 %    | 0       | 0       |
| 10     |           | Demokratická strana zelených – Za práva zvířat – sdružení DSZ - ZA PRÁVA ZVÍŘAT a NK (tj. DSZ - ZA PRÁVA ZVÍŘAT a nezávislí kandidáti) | Ivona Galová    | 1 193       | 0,01 %    | 0       | 0       |
| 11     |           | SPOLEČNĚ – ODS a TOP 09 | Markéta Vaňková | 1 549 840   | 25,02 %   | 16      | +3      |
| 12     |           | RESTART PRO BRNO (tj. KSČM, DOMOV, SL a SPOZ)                                                                                          | Martin Říha     | 89 436      | 1,44 %    | 0       | 0       |
| 13     |           | JSI PRO? Jistota Solidarita Investice pro budoucnost                                                                                   | Petr Kováč      | 683         | 0,01 %    | 0       | 0       |
| 14     | Fakt Brno | David Pokorný | 157 120         | 2,53 %      | 0         | 0       |         |
| Celkem | —         | — | —               | —           | —         | 55      | —       |

## Povolební vývoj
Návrh na neplatnost hlasování, neplatnost voleb nebo na neplatnost volby kandidáta mohl navrhovatel podat nejpozději 10 dnů po vyhlášení výsledků voleb Státní volební komisí, termín tedy byl 7. října 2022. Do tohoto dne Krajský soud v Brně neobdržel žádný takový návrh který by se týkal Voleb do zastupitelstva města Brna, v důsledku čehož má dosavadní primátorka povinnost svolat ustavující zasedání zastupitelstva do 15 dnů od uplynutí výše uvedené zákonné lhůty.